# Teharje
Teharje este o localitate din comuna Celje, Slovenia, cu o populație de 256 de locuitori.